# Педант
Педант (фр. pédant, від італ. pedante, спочатку — вчитель, педагог) — людина, що:
- суворо дотримується певного способу мислення, порядку, певних звичок, надає велике значення формальній стороні справи. Тільки безнадійний педант міг би протестувати проти цих новотворів[1]
- занадто сувора у виконанні дрібних, формальних вимог. Він такий педант, що тільки в руки адресатові віддає рекомендовані листи[2]
- Учений, який нічого не хоче знати, крім своєї науки, формаліст у науці або людина з показовою вченістю, що любить повчати інших.

Від слова походять терміни педантичність, педантизм.

## Переносне значення
Людина, надмірно, перебільшено точна, дріб'язкова, формаліст, буквоїд.  